# M/S Ring
M/S Ring är en arbetsfärja, som ursprungligen byggdes 1943 av Hammarbyverken i Stockholm som färjan Ring till Kustartilleriet.
Marinen beställde under andra världskriget M/S Ring och tre andra färjor för artilleritransporter för Kustartilleriet, bland annat HMS Balder och HMS Ane. 
HMS Ring användes bland annat till transporter mellan Holmsund och Holmögadd där kustartilleribatteriet Holmögadd HO1 ERSTA 12/70 fanns. 
Ring köptes 2004 av Sjömaskiner HB i Haninge. Hon såldes 2021 till Amfimarin AB i Saltsjö-Duvnäs. 